# Patrick Leonard (Pokerspieler)
Patrick Brendan Leonard (* 30. Dezember 1988) ist ein professioneller britischer Pokerspieler aus England. Er stand für insgesamt 15 Wochen an der Spitze der Onlinepoker-Weltrangliste und gewann 2022 ein Bracelet bei der World Series of Poker.

## Pokerkarriere

### Online
Leonard stammt aus Newcastle upon Tyne und lebt in London. Er spielt online unter den Nicknames pads1161 (PokerStars), patrick_leonard (partypoker, ehemals als tiote22), d1sclosure (888poker) und babu$hka (GGPoker). Seit April 2016 wird Leonard von partypoker gesponsert. Seine Onlinepoker-Turniergewinne liegen bei mehr als 18,5 Millionen US-Dollar, womit er zu den erfolgreichsten Spielern zählt. Davon erspielte sich Leonard den Großteil von rund 9 Millionen US-Dollar auf PokerStars. Sein bisher höchstes Preisgeld von mehr als 1,6 Millionen US-Dollar erhielt er im Mai 2020 für seinen zweiten Platz bei der High Roller Championship auf GGPoker. Vom 13. bis 20. August 2014 stand Leonard erstmals für eine Woche auf Platz eins des PokerStake-Rankings, das die erfolgreichsten Onlinepoker-Turnierspieler weltweit listet. Vom 5. bis 19. November 2014 sowie 21. bis 27. September 2019 stand Leonard ebenfalls für 3 Wochen an der Spitze. Im November 2019 führte er das Ranking erneut eine Woche an. Vom 5. Januar bis 1. März 2022 stand Leonard wieder für 8 Wochen auf Platz eins. Vom 14. bis 24. Mai 2022 war er abermals Führender.

### Live
Leonard erzielte seine erste Geldplatzierung bei einem Live-Turnier im Juli 2011 im Venetian Resort Hotel am Las Vegas Strip. Im Juni 2013 war er erstmals bei der World Series of Poker (WSOP) im Rio All-Suite Hotel and Casino am Las Vegas Strip erfolgreich und kam bei einem Turnier der Variante No Limit Hold’em ins Geld. Mitte November 2014 belegte der Brite beim High Roller der World Poker Tour in Nottingham den mit 62.000 Pfund dotierten zweiten Platz. Wenige Tage später erreichte Leonard beim Main Event der Turnierserie den Finaltisch und erhielt als Sechster knapp 40.000 Pfund. Ende August 2016 belegte er beim High Roller der European Poker Tour in Barcelona den siebten Platz und sicherte sich knapp 170.000 Euro. Mitte Juli 2017 entschied der Brite am Las Vegas Strip innerhalb von fünf Tagen zweimal das Aria High Roller im Aria Resort & Casino und einmal den Bellagio Cup im Hotel Bellagio für sich, was ihm Preisgelder von knapp 1,3 Millionen US-Dollar einbrachte. Bei der WSOP 2022, die erstmals im Bally’s Las Vegas und Paris Las Vegas ausgespielt wurde, gewann er gemeinsam mit dem Norweger Espen Jørstad das Tag-Team-Event, wofür beide ein Bracelet sowie eine geteilte Siegprämie von knapp 150.000 US-Dollar erhielten.
Insgesamt hat sich Leonard mit Poker bei Live-Turnieren knapp 3 Millionen US-Dollar erspielt.